# 안민영 (1816년)
안민영(安玟英, 1816년 ~ 몰년 미상)은 조선 철종 때의 가인이다. 자는 성무(聖武), 형보(荊寶) 호는 주옹(周翁), 주재(周齋)로 서얼 출신이다. 1876년(고종 13) 스승 박효관과 함께 조선 역대 시가집 〈가곡원류〉를 편찬·간행하였는데, 여기에는 그의 시조 〈영매가〉 외에 26수가 실려 있다.

## 저서
- 〈마옹만필(馬翁漫筆)〉
- 〈금옥총서(金玉叢書)〉